# Walter von Haxthausen
Walter von Haxthausen (* 16. März 1864 in Lauenburg; † 13. Mai 1935 in Berlin-Wilmersdorf) war ein preußischer Generalmajor im Ersten Weltkrieg.

## Leben
Er entstammte dem Adelsgeschlecht von Haxthausen.
Nach seinem Abitur trat Haxthausen am 1. Mai 1883 als Fahnenjunker in das 4. Brandenburgische Infanterie-Regiment Nr. 24 der Preußischen Armee ein. Dort wurde er am 13. September 1884 zum Sekondeleutnant befördert und von März 1888 bis Ende September 1892 als Adjutant des III. Bataillons in Havelberg verwendet. Anschließend folgte bis Juli 1895 seine Kommandierung zur weiteren Ausbildung an die Kriegsakademie nach Berlin sowie am 14. September 1893 die zwischenzeitliche Beförderung zum Premierleutnant. Nach kurzzeitigen Dienst in seinem Regiment wurde Haxthausen ab 1. April 1896 zum Großen Generalstab kommandiert und mit der Beförderung zum Hauptmann hierher versetzt. In den folgenden Jahren versah er Dienst in verschiedenen Generalstäben, zuletzt als Erster Generalstabsoffizier beim IX. Armee-Korps. Unterbrochen wurde diese Tätigkeit lediglich von einem Truppenkommando als Chef der 12. Kompanie im Füsilier-Regiment „von Gersdorff“ (Kurhessisches) Nr. 80 von März 1902 bis Ende Januar 1904. Am 26. November 1910 wurde Haxthausen zum Kommandeur des III. Bataillons des Infanterie-Regiments „Graf Bose“ (1. Thüringisches) Nr. 31 in Altona ernannt und am 27. Januar 1912 zum Oberstleutnant befördert. Als solcher wurde er am 1. Juli 1912 zum Generalstab des XV. Armee-Korps kommandiert und drei Monate später zum Chef des Generalstabs des neugebildeten XXI. Armee-Korps in Saarbrücken ernannt. In dieser Stellung folgte am 22. März 1914 seine Beförderung zum Oberst.

### Erster Weltkrieg
Mit dem Korps nahm Haxthausen nach Ausbruch des Ersten Weltkriegs bei der 6. Armee an den Schlachten in Lothringen und vor Nancy-Epinal teil. Mitte September kämpfte der Großverband in Nordfrankreich an der Somme und ging anschließend bei Saint-Quentin in den Stellungskrieg über. Im Januar 1915 verlegte das Korps in den Osten und war hier an der Winterschlacht in Masuren beteiligt. Nach Gefechten am Bobr, bei Sejny und Krasnopol wurde Haxthausen am 3. Mai 1915 zum Chef des Generalstabs des I. Reserve-Korps ernannt. Auch mit diesem Korps war er an den Kämpfen an der Ostfront eingebunden. Am 2. Juni 1916 kommandierte man ihn dann zur Dienstleistung zum Oberkommando der 5. Armee und ernannte ihn drei Wochen später zum Oberquartiermeister dieser Armee. Hier erlebt er aus nächster Nähe die verlustreichen Kämpfe um Verdun. Mit der Bildung der Heeresgruppe „Deutscher Kronprinz“ wurde Haxthausen von seiner Stellung enthoben und Ende des Jahres zum Kommandeur der 77. Infanterie-Brigade ernannt. Im Verbund mit der 10. Reserve-Division kämpfte er vor Verdun, in der Doppelschlacht an der Aisne und in der Champagne. Am 18. Juli 1917 wurde Haxthausen zum Generalmajor befördert. Von Oktober bis Dezember 1917 hatte er bei der 2. Armee den Vorsitz einer Kommission inne, die mit der Ausarbeitung neuer Ausbildungsvorschriften für Fußtruppen betraut war. Nach Beendigung dieser Tätigkeit stellte man ihn zur Verfügung der OHL und beauftragte Haxthausen mit der Einrichtung und Leitung von Lehrgängen für Front- und Generalstabsoffiziere bei der 9. Armee.
Am 4. März 1918 ernannte man ihn schließlich zum Kommandeur der 5. Garde-Division, die zu diesem Zeitpunkt eine Reserve der OHL bildete. Bei der 18. Armee nahm Haxthausen ab 21. März an der Deutschen Frühjahrsoffensive teil. Sie kämpfte in der Durchbruchsschlacht bei St. Quentin-La Fère, konnte dabei die feindlichen Stellungen durchbrechen und erreichte die Linie Montdidier-Noyon, wo die Division Anfang April in den Stellungskrieg überging. Für seine Leistungen während der Schlacht bei Soissons und Reims Ende Mai wurde Haxthausen am 13. Juni 1918 mit der höchsten preußischen Tapferkeitsauszeichnung, dem Orden Pour le Mérite ausgezeichnet. In den letzten Kriegsmonaten befanden sich seine Truppen in permanenten Abwehrkämpfen.

### Nachkriegszeit
Nach dem Waffenstillstand von Compiègne führte Haxthausen seine Division durch Lothringen, die Rheinprovinz und die Pfalz in die Heimat zurück. Dort wurde sie demobilisiert und er am 12. Januar 1919 zu den Offizieren von der Armee überführt. Haxthausen reichte daraufhin seinen Abschied ein, der ihm am 19. Mai 1919 gewährt wurde.

### Familie
Haxthausen verheiratete sich 3. Juli 1902 in Köln mit Marie Paula von Ploetz (* 1881), Tochter des preußischen Generals der Infanterie Paul von Ploetz.